# August von Dassel
August Ludwig Hartwig von Dassel (* 18. Mai 1784 in Lüneburg; † 12. Juni 1868 ebenda) war ein preußischer Generalmajor.

## Leben

### Herkunft
August war der Sohn des Prätors und Kämmerers von Lüneburg Georg David von Dassel (1748–1798) und dessen Ehefrau Dorothea von Töbing (1762–1813). Der Politiker Johann von Dassel war sein Bruder.

### Militärkarriere
Dassel trat im Jahr 1798 als Gefreitenkorporal in das Infanterieregiment Nr. 27 der Preußischen Armee und avancierte bis Mitte September 1805 zum Sekondeleutnant. Im Vierten Koalitionskrieg wurde er bei Lübeck verwundet und kam 1807 in das Füsilierbataillon „von Schachtmeyer“.
Am 27. Mai 1811 wurde Dassel als Premierleutnant in das Normal-Infanterie-Bataillon versetzt. Dort wurde er am 30. Dezember 1811 Stabskapitän und Adjutant des Oberstleutnants von Czarnowsky. In gleicher Stellung war er ab 11. März 1812 bei Oberst von Borstell tätig. Im Vorfeld der Befreiungskriege wurde er am 6. Februar 1813 dem Pommerschen Husarenregiment aggregiert. Dassel kämpfte in den Schlachten bei
Großbeeren, Dennewitz, Leipzig und Ligny sowie in den Gefechten bei Gadebusch, Marzahne, Tournay und den Blockaden von Valenciennes und Conde. Bei Ligny erwarb er sich das Eiserne Kreuz II. Klasse. In der Zeit wurde er am 30. August 1814 zum Rittmeister befördert und am 14. Mai 1815 in das Rheinische Landwehr-Kavallerie-Regiment versetzt.
Nach dem Krieg kam er am 12. Juli 1816 als Eskadronchef in das 8. Dragoner-Regiment. Am 24. September 1820 schied er mit 300 Talern Wartegeld aus. Am 22. Februar 1822 trat man erneut an ihn heran und beauftragte ihn mit dem Remonteankauf. Am 3. Dezember 1832 wurde er zum Major befördert und kam als Präses zur Remonte-Aufkauf-Kommission in den Marken. Am 5. Juli 1833 wurde er dem 6. Kürassier-Regiment aggregiert. Er wurde am 18. Januar 1834 mit dem Sankt-Stanislaus-Orden II. Klasse und am 18. Januar 1838 mit dem Roten Adlerorden IV. Klasse ausgezeichnet. Am 7. April 1842 wurde er zum Oberstleutnant und am 22. März 1843 zum Oberst befördert. Dassel gab am 4. April 1847 seine Position auf und am 8. Juni 1847 bekam er seinen Abschied mit dem Charakter als Generalmajor sowie einer Pension. Er starb am 12. Juni 1868 in Lüneburg.

### Familie
Dassel heiratete am 25. August 1816 in Zichlau Luise von Alvensleben (1787–1846), eine Tochter des Landrats Johann Friedrich VII. von Alvensleben. Das Paar hatte mehrere Töchter:
- Johanne Elisabeth Amalie Luise Auguste Agnes (1817–1878) ⚭ 1839 Alfons von Gagern (1806–1868), Sohn des Generalleutnants Hans Karl Adam von Gagern
- Henriette Ernestine Karoline Auguste Luice Luise Thekla (1819–1891), Stiftsdame des Klosters Medingen
- Katharine Luise Auguste Matilde (*/† 1823)